# Trimeresurus malabaricus
Espèce
Synonymes
- Trigonocephalus malabaricus Jerdon, 1854
- Trigonocephalus wardii Jerdon, 1854
- Trimeresurus anamallensis Günther, 1864
- Lachesis coorgensis Rao, 1917

Statut de conservation UICN

 LC  : Préoccupation mineure
Trimeresurus malabaricus ou crotale de Malabar est une espèce de serpents de la famille des Viperidae.

## Répartition
Cette espèce est endémique du sud de l'Inde. Elle se rencontre dans les États du Maharashtra et du Karnataka.

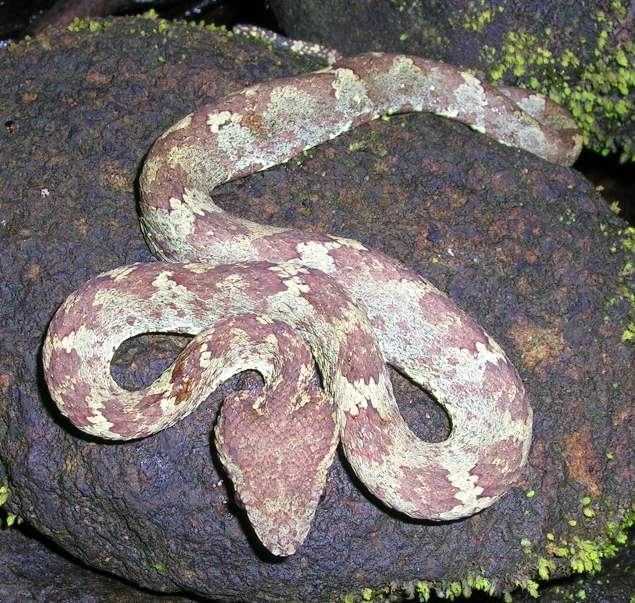

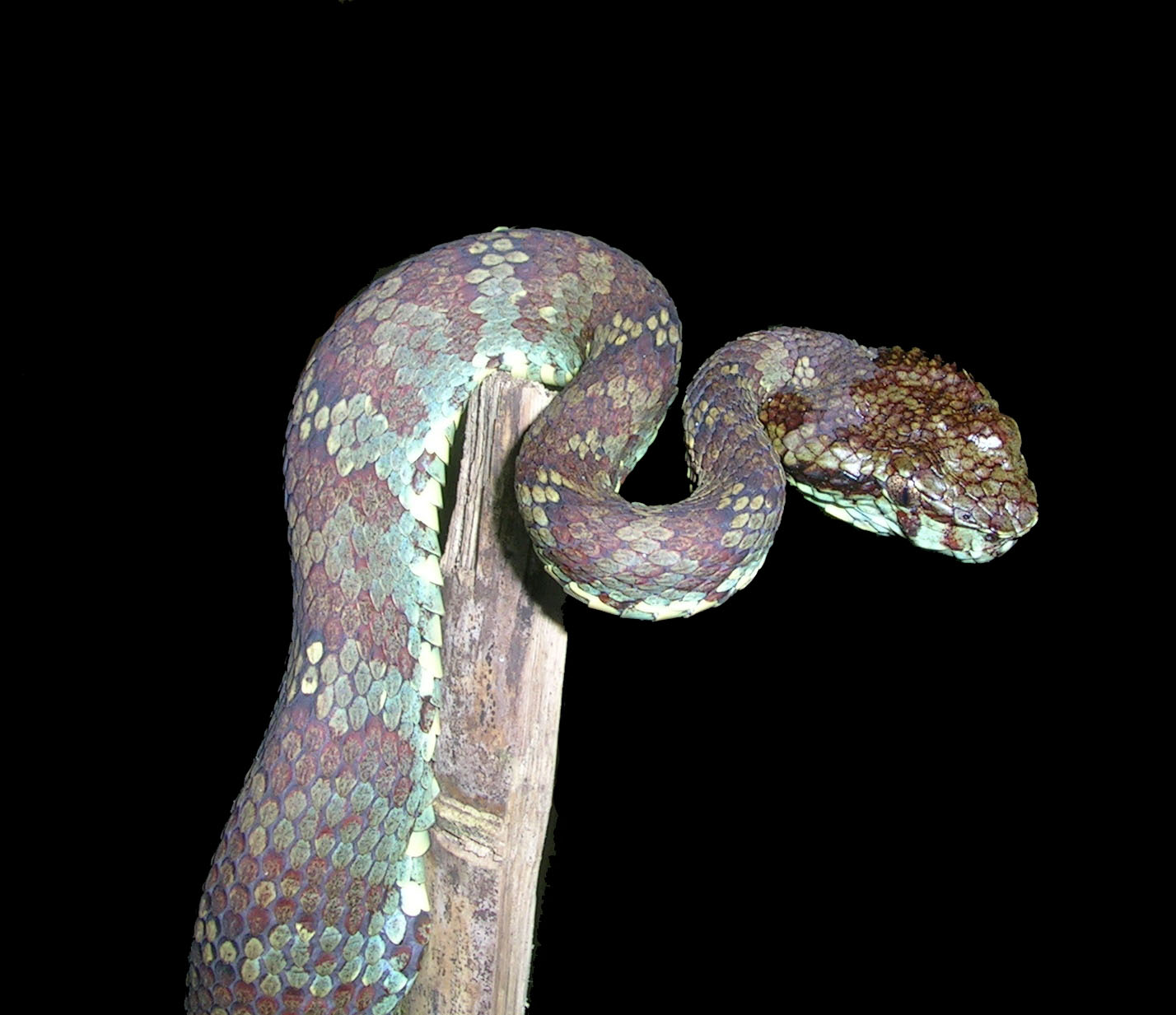

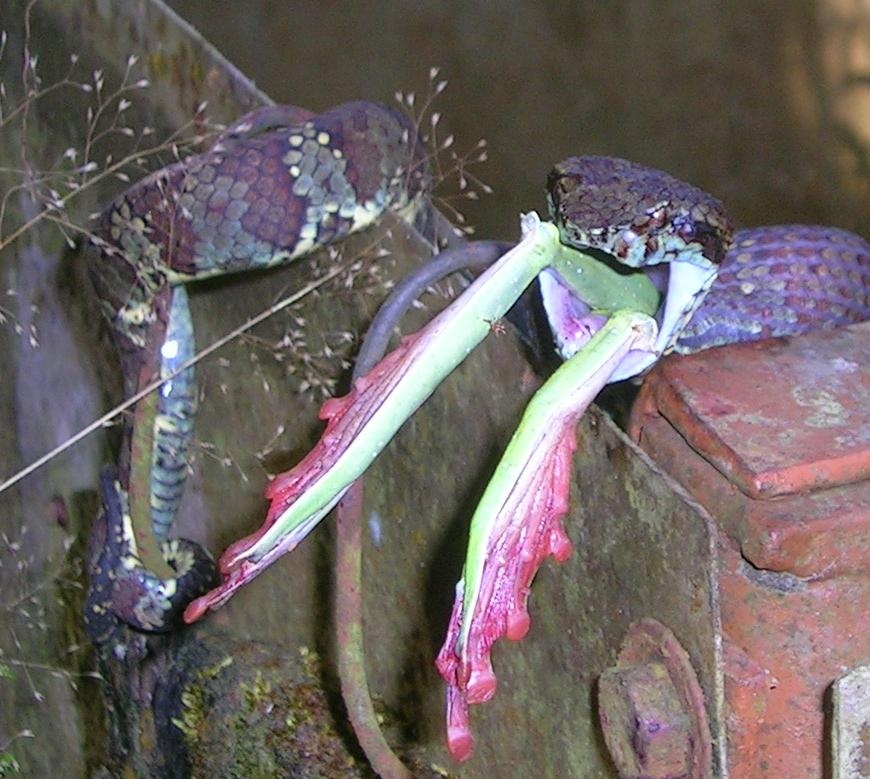
Trimeresurus malabaricus mangeant un Rhacophorus malabaricus

## Description
Ce serpent venimeux a une tête bien découpée, triangulaire, avec des yeux à pupilles verticales. La couleur de base est claire, gris parfois bleuté, rosé ou orangé, avec généralement des motifs plus sombres tirant sur le pourpre, le brun, le rouge ou le marron sur le dos.

Ce sont des reptiles nocturnes généralement inactifs le jour.

## Publication originale
- Jerdon, 1854 "1853" : Catalogue of Reptiles inhabiting the Peninsula of India. Journal of the Asiatic Society of Bengal, vol. 22, p. 522-534 (texte intégral).